# I skuggan av ett brott (film, 1937)
I skuggan av ett brott, brittisk film från 1937. Filmen hade världspremiär i London den 5 mars 1937.

## Rollista (urval)
- Douglas Fairbanks Jr. - Ricky Morgan
- Valerie Hobson - Glory Fane
- Alan Hale Sr. - Jim Diall